# نورمان بلات لامبرت
نورمان بلات لامبرت (بالإنجليزية: Norman Platt Lambert)‏ هو صحفي وسياسي كندي، ولد في 7 يناير 1885 في كندا، وتوفي في 4 نوفمبر 1965 في نفس البلد. حزبياً، نشط في الحزب الليبرالي الكندي. وقد انتخب عضو مجلس الشيوخ الكندي.